# Оклендский зоопарк
Оклендский зоопарк — главный зоологический сад Окленда, крупнейшего города Новой Зеландии. Расположен рядом с парком Вестерн Спрингс недалеко от центрального делового района Окленда. Находится в ведении Оклендского городского совета. Поддержку деятельности зоопарка оказывает Оклендское зоологическое общество.
Оклендский зоопарк был открыт в 1922 году. В первые годы испытывал трудности, преимущественно в связи с проблемами здоровья животных, содержавшихся в зоопарке. К 1930 году была собрана значительная коллекция животных, сформировано зоологическое общество. В период Второй мировой войны зоопарком руководил один из его наиболее значимых директоров Л. К. Сэйвер, благодаря которому положение зоопарка значительно улучшилось. После войны коллекция продолжала расширяться. В 1950-е гг. были приобретены шимпанзе, с которыми, для развлечения посетителей, проводились «чаепития». Такие представления продолжались до 1964 года. В 1973 году территория зоопарка расширилась за счёт прилегающего парка Вестерн Спрингс. С конца 1980-х гг. по настоящее время многие экспонаты перемещаются в новые современные вольеры.
Зоопарк поделен на зоны, выделенные или в зависимости от региона происхождения представленных видов, или в зависимости от биосистемы или биома. Зоопарк имеет значение для сохранения фауны (преимущественно новозеландских видов), исследований и просвещения. В зоопарке имеется медицинский центр. В 2010 году планируется открыть новый проект зоопарка Те Вао Нуи, который будет представлять флору и фауну Новой Зеландии.

## История и основные события

### Ранняя история
В феврале 1911 года бизнесмен Джон Джеймс Бойд приобрел 6 акров земли на Саймондс-стрит, Онехунга, с целью создания первого в Окленде зоологического учреждения. Ранее, в 1910 году, Бойд основал зоопарк в верхней части поселения Арамохо недалеко от Уонгануи, в южной части Северного острова Новой Зеландии.
Зоопарк Бойда в Онехунге был постоянным источником раздражения для местного совета, местные жители регулярно жаловались на звуки и запахи, и поэтому в последующие годы совет регулярно пытался закрыть зоопарк. Попытки закрытия зоопарка послужили поводом для успешного выдвижения Бойда на пост мэра Онехунги. Наконец, изменения в уставе, внесенные Советом боро Онехунга, вынудили Бойда закрыть зоопарк в 1922 году. Городской совет Окленда за 800 новозеландских фунтов выкупил оставшихся животных, которых Бойд еще не продал другим лицам, в качестве основы для группы животных, ставшей ядром постоянного зоопарка в районе Вестерн-Спрингс в Окленде.

### 1920-е годы
Зоопарк в Вестерн-Спрингс был открыт днем в субботу 16 декабря 1922 года генерал-губернатором того времени, лордом Джеллико, при участии мэра Окленда Джеймса Гансона при большом стечении народа. В то время Вестерн-Спрингс находился в 6,4 километрах от городской ратуши в полусельской местности. История о зоопарке Бойда была хорошо освещена, и публика сразу же положительно отнеслась к зоопарку.
Ранний зоопарк был мрачным и неинтересным местом и был основан с первоначальным фондом в 10 000 новозеландских фунтов. Однако в 1923 году сотрудники зоопарка быстро приступили к высадке 5 000 деревьев и благоустройству территории. 26 июля 1923 года состоялось заседание совета, на котором было решено построить авиарий, дом для обезьян и помещения для белых медведей, бизонов и хищных птиц. Деньги также были потрачены на строительство эстрады, бассейнов для бегемотов, дома и площадки для слонов, киоска с прохладительными напитками и тигровой арены.

### Публикации
- Derek Wood. A Tiger by the Tail: A History of Auckland Zoo 1922—1992. — Auckland [N.Z.]: Auckland City, 1992. — 171 p. с. — ISBN 0-908834-06-3, 978-0-908834-06-8.